# Hostatostraße
Die Hostatostraße ist neben der Bolongarostraße und der Emmerich-Josef-Straße eine der drei ost-westlichen Hauptachsen in Frankfurt-Höchst.

## Lage
Die Hostatostraße verläuft zwischen der Königsteiner Straße und dem Dalbergplatz im Osten und der Leunastraße im Westen Höchsts als breite einspurige Einbahnstraße, der Verkehr wird in Ost-West-Richtung geführt. Auf dem Höchster Stadtplan aus dem Jahr 1898 wurde die Straße noch als Kaiserstraße benannt; im Zuge der Eingemeindung Höchsts nach Frankfurt 1928 wurde sie nach dem sagenhaften Gründer Höchsts, dem Ritter Hostato umbenannt.

## Gebäude
Die Hostatostraße gliedert sich in zwei Hauptbereiche. Zwischen Dalbergplatz und Antoniterstraße ist sie eine Einkaufs- und Geschäftsstraße, in der sich verschnörkelte Gründerzeitbauten und moderne Zweckbauten aus der Zeit nach dem Zweiten Weltkrieg abwechseln. Neben einigen Bankfilialen handelt es sich bei den Gewerbebetrieben vorwiegend um Einzelhandelsgeschäfte. In den oberen  Etagen der Häuser befinden sich Verwaltungsräume, Praxen und Wohnungen.
Auf der südlichen Seite der Hostatostraße zwischen Justinuskirchstraße und Antoniterstraße befindet sich der Bau der Höchster Post, das ehemalige Postamt 80, der vorwiegend aus der Gründerzeit stammt. Schräg gegenüber auf der nördlichen Straßenseite wird die Hostatostraße vom wuchtigen Bau der neuromanischen Josefskirche aus dem Jahr 1909 bestimmt.
Zwischen Antoniterstraße und Leunastraße bestimmen Wohnbauten aus der Gründerzeit in unterschiedlichem Bauzustand das Bild der Hostatostraße. Dieser Abschnitt entstand erst Anfang des 20. Jahrhunderts als Teil des Höchster Westends, einem Viertel für höhere Angestellte der Hoechst AG. Bis auf einige Arztpraxen und ein Geschäft für Angelbedarf sowie einem Friseurgeschäft ist hier kein Gewerbe mehr anzutreffen.

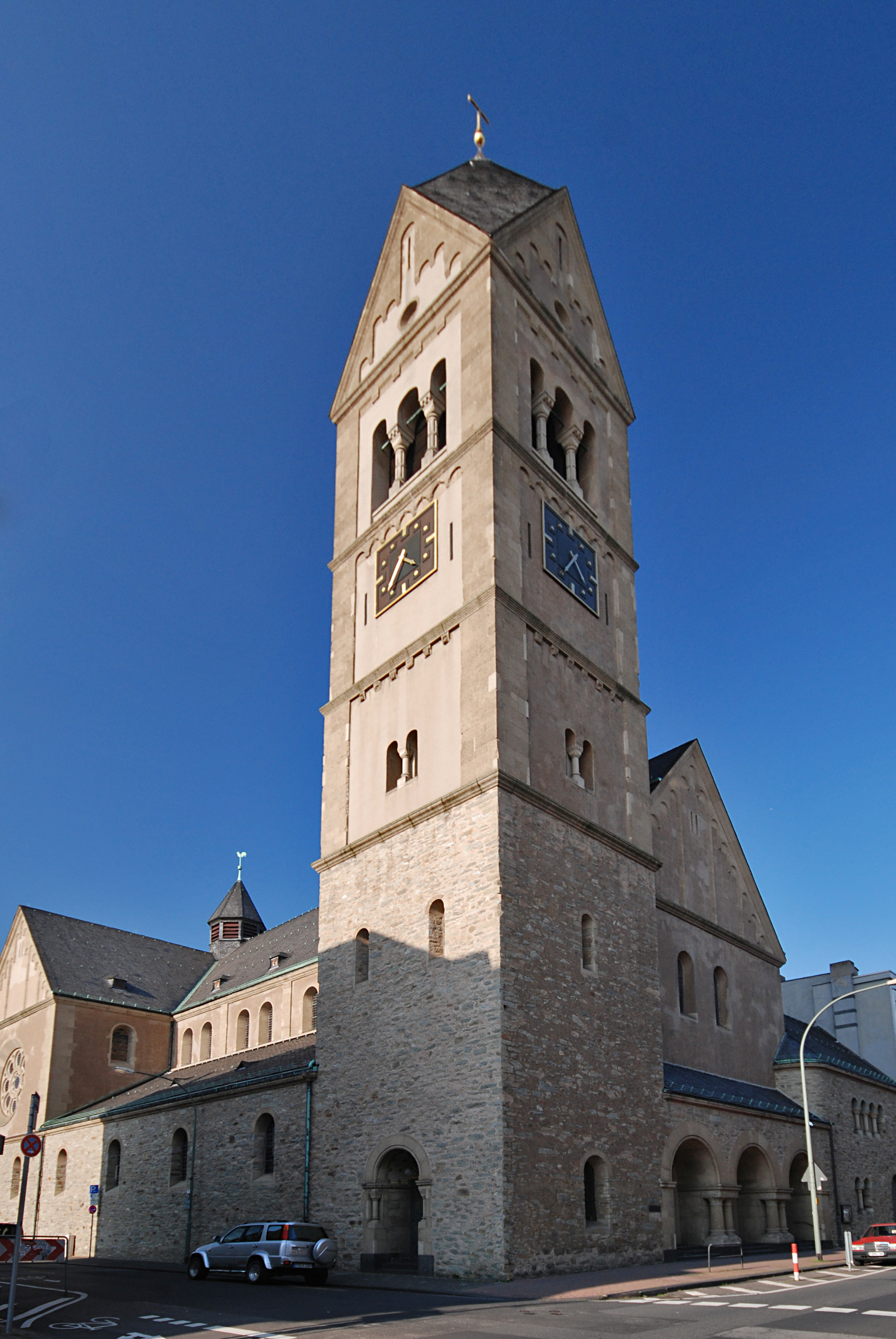
Neuromanische Josefskirche in der Hostatostraße
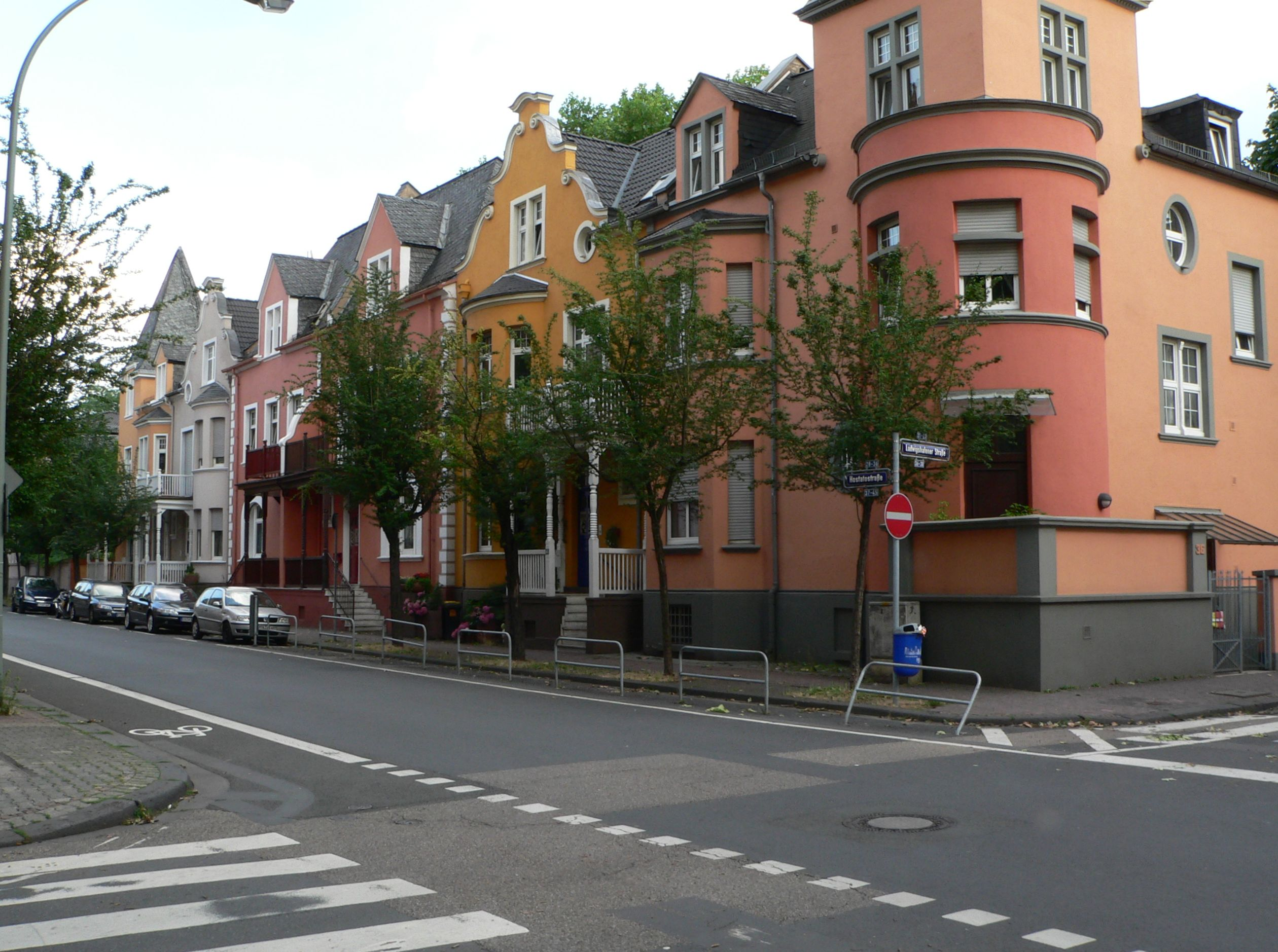
Gründerzeitbauten in der westlichen Hostatostraße zwischen Leverkuser und Ludwigshafener Straße
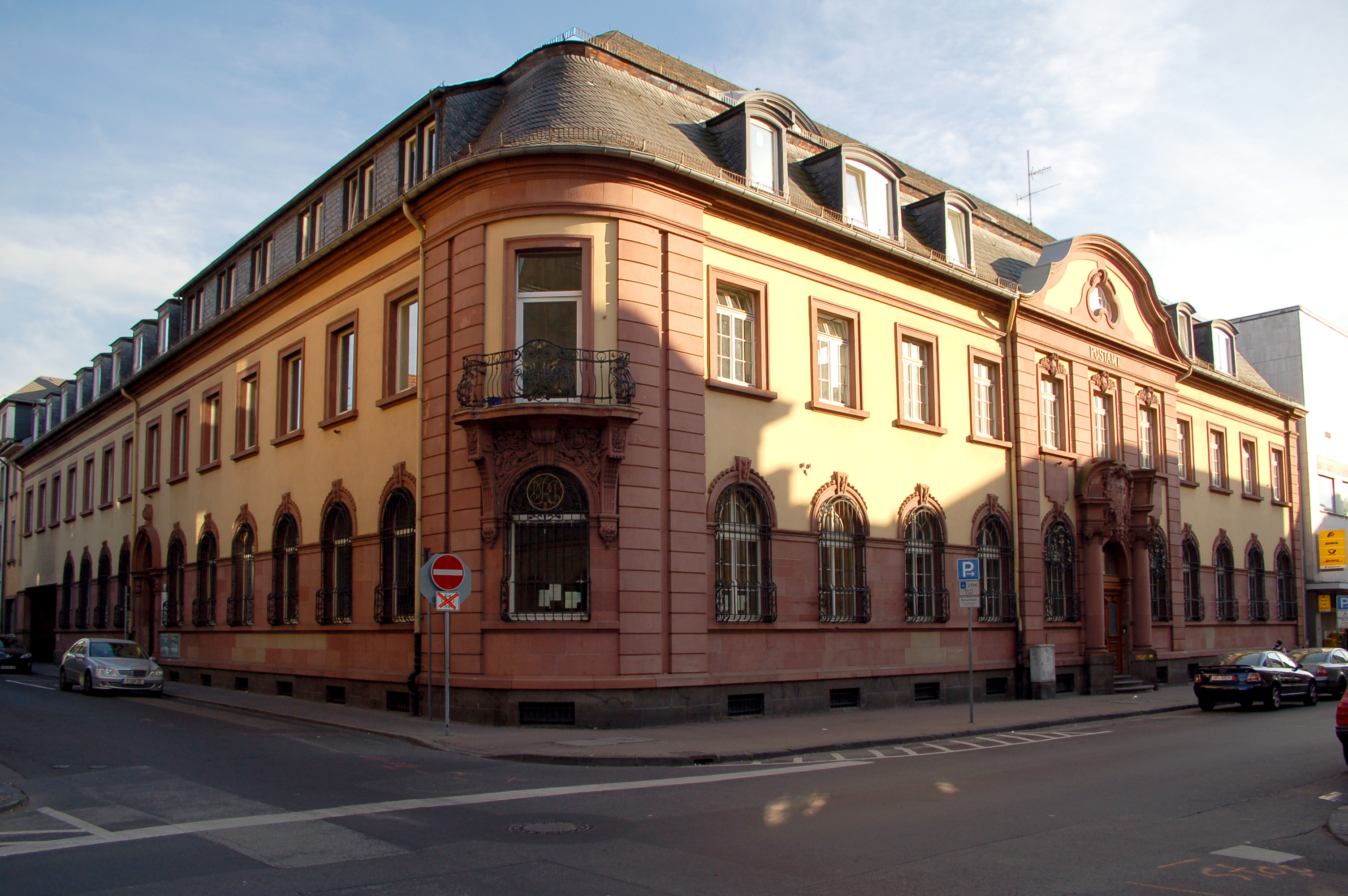
Postamt 80

## Entwicklung der Hostatostraße
Der Dalbergplatz wurde vom Herbst 2006 Herbst 2007 zu einem Kreisverkehr umgebaut. Für die Hostatostraße bestehen in diesem Zusammenhang im Rahmen der Stadtentwicklungsplanung für Höchst seitens der Stadt Frankfurt Pläne zu einer Verkehrsberuhigung und Umleitung des Verkehrsstromes durch die nördlich parallel verlaufende Achse Dalbergstraße/Adolf-Haeuser-Straße entlang des Höchster Bahnhofs. Die in der Hostatostraße ansässigen Geschäftsleute befürchten daher Umsatzeinbußen durch ausbleibenden Durchgangsverkehr. Ende Juli 2008 wurde in der gesamten Hostatostraße eine Tempo-30-Zone eingerichtet.